# Stanisław Hudak
Stanisław Hudak (ur. 3 listopada 1918 w Łuszczanowie, zm. 23 listopada 2004) – polski działacz społeczno-polityczny i gospodarczy, poseł na Sejm PRL w latach 1957–1961.

## Życiorys
W 1937 ukończył szkołę podoficerską dla małoletnich (Centrum Wyszkolenia Broni Pancernych) w Modlinie oraz został skierowany jako instruktor do 4 Batalionu Pancernego w Brześciu nad Bugiem.
W kampanii wrześniowej był dowódcą tankietki TK w ramach 10 Dywizji Piechoty Armii „Łódź”. Był obrońcą Warszawy i 27 września 1939 trafił do niewoli niemieckiej, z której został zwolniony. W czasie okupacji hitlerowskiej pracował przymusowo jako robotnik leśny i kolejowy oraz kierowca. Był czynnym członkiem Armii Krajowej okręgu Brześć Litewski Twierdza (ps. „Huben”).
Po II wojnie światowej, w latach 1945–1949 służył na kierowniczych stanowiskach w Milicji Obywatelskiej w Jarocinie, gdzie był zastępcą komendanta posterunku i w Komendzie Powiatowej MO we Wrześni, gdzie był zastępcą komendanta ds. polityczno-wychowawczych w stopniu starszego sierżanta. Został aresztowany na podstawie nieuzasadnionych zarzutów, z których oczyszczono go sądownie.
Ukończył zaocznie liceum ogólnokształcące i Wyższe Studium Spółdzielcze.
Od 1945 do końca życia był działaczem kombatanckim na kierowniczych stanowiskach, poczynając od Związku Uczestników Walki Zbrojnej o Niepodległość i Demokrację (1945–1949), Związku Bojowników o Wolność i Demokrację i później Związku Kombatantów Rzeczypospolitej Polskiej i Byłych Więźniów Politycznych. Od 1948 był radnym Miejskiej i Powiatowej Rady Narodowej we Wrześni. W latach 1956–1957 był I sekretarzem Komitetu Powiatowego Polskiej Zjednoczonej Partii Robotniczej we Wrześni, a w latach 1957–1961 z ramienia PZPR piastował funkcję posła na Sejm II kadencji. Od 1949 pełnił kierownicze funkcje w spółdzielczości rolniczej, m.in. prezesa Powiatowego Związku Gminnych Spółdzielni, dyrektora WZGS oddział Września i kierownika zakładu. Od 1981 do końca PRL był przewodniczącym Rady Narodowej Miasta i Gminy Września.
Zmarł 23 listopada 2004 i został pochowany na cmentarzu komunalnym we Wrześni.

## Życie prywatne
Był synem Michała i Katarzyny. Był żonaty z Władysławą Włodarczyk i miał dwie córki: Genowefę i Barbarę.